# Гросвульков
Гросвульков (нем. Großwulkow) — деревня в Германии, в земле Саксония-Анхальт, входит в район Йерихов в составе городского округа Йерихов.
Население составляет 383 человека (на август 2014 года).

## История
Первое упоминание о поселении относится к 1144 году.
С 1950 года являлась центром коммуны Вульков, куда также входили населённые пункты: Кляйнвульков, Альтбеллин, Хоэнбеллин, Блокдамм и Хафемарк.
1 января 2010 года, после проведённых реформ, коммуна Вульков была упразднена, а Гросвульков вошёл в состав городского округа Йерихов в качестве района.

## Галерея
- Церковь в Гросвулькове
- Ручная водокачка в Гросвулькове